# Martin Thellmann-Bidner
Martin Thellmann-Bidner (* 31. Januar 1895 in Dürrbach, Siebenbürgen; † 5. November 1971) war ein deutscher Politiker (BHE). Er war von 1950 bis 1954 Mitglied des Bayerischen Landtages.

## Leben
Thellmann-Bidner ging nach dem Abitur einem juristischen Studium in Klausenburg sowie Großwardein nach. Er nahm von 1914 bis 1918 als Artillerie-Oberleutnant der Reserve am Ersten Weltkrieg teil und legte anschließend 1919 die Staatsprüfung ab.
Nach dem Studium trat er in den rumänischen Verwaltungsdienst als Komitatsnotar (Regierungsrat) ein und war von 1926 bis zum Wiener Schiedsspruch im Jahr 1940 als Oberstuhlrichter (Landrat) tätig. In derselben Funktion übernahm ihn die ungarische Regierung bis zu seinem Wechsel nach Landshut im März 1945. Im November 1945 war er kurze Zeit Landrat in Günzburg sowie anschließend bis 1948 stellvertretender Landrat und seither juristischer Angestellter dieses Landratsamtes. Er war Kreisvorsitzender in Günzburg und Mitglied des erweiterten Landesdirektoriums der rechtsextremen Partei „Deutschen Gemeinschaft“.
Thellmann-Bidner war vom 27. November 1950 bis zum 12. Dezember 1954 für den Wahlkreis Schwaben Mitglied des Bayerischen Landtages. Er gehörte zunächst von 1950 bis 1952 der Fraktion der Deutschen Gemeinschaft an und war dann in den Jahren 1952 und 1953 fraktionslos. Ab 1953 war er Mitglied der der BHE-Fraktion, welcher er bis zum Ende der Legislaturperiode angehörte. Im Landtag war er des Weiteren Mitglied des Ausschusses für kulturpolitische Angelegenheiten, des Ausschusses für Grenzlandfragen, des Ausschusses für Ernährung und Landwirtschaft und des Ausschusses Bayern Pfalz.